# Distretto di Phek
Il distretto di Phek è un distretto del Nagaland, in India, di 148 246 abitanti. Il capoluogo è Phek.